# Pangrapta costaemacula
Pangrapta costaemacula är en fjärilsart som beskrevs av Otto Staudinger 1888. Pangrapta costaemacula ingår i släktet Pangrapta och familjen nattflyn. Inga underarter finns listade i Catalogue of Life.